# آيت أسري (مولاي عيسى بن إدريس)
آيت أسري هي إحدى مشيخات المملكة المغربية، تتبع جغرافيا لإقليم أزيلال وإداريًا لمولاي عيسى بن إدريس. يقدر عدد سكانها بـ 3458 نسمة حسب الإحصاء الرسمي للسكان والسكنى لسنة 2004.